# One Christmas
One Christmas é um filme estadunidense de 1994, do gênero drama, dirigido por Tony Bill e produzido para a TV americana. Este é o último filme que tem a participação da atriz Katharine Hepburn.

## Sinopse
Um garoto se reúne com seu pai distante, que preocupa-se mais em dar golpes do que ficar com o próprio filho. 

## Elenco
- Katharine Hepburn ...  Cornelia Beaumont
- Henry Winkler     ...  Dad
- Swoosie Kurtz     ...  Emily
- T.J. Lowther      ...  Buddy